# Parsigecko ziaiei
Parsigecko ziaiei — вид геконоподібних ящірок родини геконових (Gekkonidae). Ендемік Ірану. Вид названий на честь іранського еколога Хушанга Зіає. Це єдиний представник монотипового роду Parsigecko. Описаний у 2016 році.

## Поширення і екологія
Parsigecko ziaiei відомі за двома зразками, зібраним в типовій місцевості, розташованій в заповіднику Кох-е-Хамаг поблизу села Закін в провінції Хормозґан на півдні Ірану, на висоті 1697 м над рівнем моря.